# فيليكس بانيغا
فيليكس بانيغا (بالإسبانية: Félix Banega)‏ هو لاعب كرة قدم أرجنتيني في مركز الوسط، ولد في 19 أكتوبر 1996 في روساريو في الأرجنتين. لعب مع روزاريو سنترال.

## وصلات خارجية
- فيليكس بانيغا على موقع قاعدة بيانات كرة القدم.إي يو (الإنجليزية)
- فيليكس بانيغا على موقع Soccerway.com (الإنجليزية)